# Hayato Hasegawa
Hayato Hasegawa (japanisch 長谷川 隼 Hasegawa Hayato; * 14. September 1997 der Präfektur Kanagawa) ist ein japanischer Fußballspieler.

## Karriere
Hayato Hasegawa erlernte das Fußballspielen in den Jugendmannschaften vom Motoishikawa SC und Kawasaki Frontale sowie in der Universitätsmannschaft der Hannam University. Seinen ersten Vertrag unterschrieb er im Februar 2020 bei Kamatamare Sanuki. Der Verein aus Takamatsu, einer Großstadt in der Präfektur Kagawa auf der Insel Shikoku, spielte in der dritten japanischen Liga, der J3 League. Sein Drittligadebüt gab Hayato Hasegawa am 2. August 2020 im Heimspiel gegen Azul Claro Numazu. Hier wurde er in der 76. Minute für Kazumasa Takagi eingewechselt.